# Voith Márton
Voith Márton (Komádi, 1934. január 6. – Miskolc, 2018. október 4.) kohómérnök, tanszékvezető egyetemi tanár, dékán.

## Családja, tanulmányai
Az erdélyi örmény  Voith (eredeti név: Mánug) család leszármazottja.  Komádiban született. Középiskolai tanulmányait a miskolci Földes Ferenc Gimnáziumban végezte, ahol 1952-ben érettségizett. Két egyetemen is tanult: 1952 és 1957 között a miskolci Nehézipari Műszaki Egyetem Kohómérnöki Karán, majd 1958 és 1963 között a Budapesti Műszaki Egyetem Villamosmérnöki karán.

## Munkássága
1951 és 1954 között, majd 1957-ben rövid ideig szerszámszerkesztőként dolgozott a Lenin Kohászati Művek Nagykovácsműhelyében. 1957-ben lett tanársegéd a Nehézipari Műszaki Egyetem Kohógéptani és Képlékenyalakítástani Tanszékén, ahol Geleji Sándor professzor munkatársa lett. Tudományos fokozatai megszerzése után adjunktus, docens, majd egyetemi tanári kinevezést kapott. Három ciklusban volt a Kohómérnöki Kar dékánja: 1986 és 1989, valamint 1991 és 1995 között. 1987-től 1999-ig a Kohógéptani és Képlékenyalakítástani Tanszék tanszékvezetője volt. 2006-ban, professor emeritusként vonult nyugdíjba.
Oktató munkája során a tanszék szakterületébe tartozó valamennyi témakörben tartott előadásokat, kiemelten a képlékeny alakítás elméletéhez, a képlékeny alakítás energiaviszonyaihoz, a gyártástechnológiák komplex tervezéséhez, a lapostermékek hideg- és meleghengerléséhez, a termomechanikus alakításhoz, a csőhengerléshez, az alumínium féltermékek gyártásához, az alakító gépek tervezéséhez és üzemeltetéséhez stb. kapcsolódó témákban. Minthogy mindig fontosnak tartotta a gyakorlati tudás oktatását is, még vezető oktatóként is rendszeresen tartott gyakorlatokat a hallgatóknak. Fontos szerepet szánt a tudományos utánpótlás nevelésének, tanszékén számos tehetséges hallgatót vont be a tudományos diákköri munkába (közülük hárman is megkapták munkájukért a Pro Sciencia aranyérmet), , fiatal oktatókat indított el szakterületükön.
Voith professzor az igazi tanár megszemélyesítője volt. Nemcsak oktatott, nevelt is, a szakmaszeretetet is beletáplálta a hallgatóságba. Szobája mindig nyitva volt a hallgatók előtt, akik a szigorúan vett oktatási tevékenységen túl is bármikor fordulhattak hozzá. A kari oktatók közül valószínűleg senki nem volt többször (ötször) a végzős évfolyamok tiszteletbeli évfolyamtársa, mint ő (a valétálók ezzel a címmel fejezik ki tiszteletüket a legkedveltebb oktatók iránt).
Dékánként – érzékelve a kor kihívását – új típusú képzési rendszert vezetett be a Kohómérnöki Karon, úgynevezett kihelyezett tanszékeket hozott létre, amelyek ipari cégek, kutatóhelyek bázisán működtek. Tanszékén folyamatosan újította és újíttatta meg az egyes tantárgyak tematikáját, új tématerületeket vont be az oktatásba. A kari PhD-képzés indításában is eredményes munkát végzett, vezette a kar Doktori Tanácsát, tevékeny részt vállalt a Kerpely Antal doktori iskola létrehozásában.

## Tudományos munkája
A Geleji Sándor professzor által vezetett Kohógéptani és Képlékenyalakítástani Tanszéken élénk tudományos tevékenység zajlott, így a fiatal tanársegéd is azonnal bekapcsolódott a kutató munkába. Voith Márton 1967-ben szerezte meg műszaki egyetemi doktori címét. Az értekezés címe A pilgerhengerlés teljesítményszükségletének pontosabb meghatározása volt. 1977 volt a következő állomás, ekkor lett a műszaki tudomány kandidátusa. Értekezésének címe: A sík szalagfekvést biztosító hidegszalaghengerlési technológia optimalizálása. A műszaki tudomány doktora fokozatot 1984-ben szerezte meg A hőmérsékleti hatások figyelembe vétele a képlékenyalakító technológiák optimalizálásakor című értekezésének megvédésével.
Egyéni tudományos tevékenysége mellett fontos szerepet szánt a tanszéki szintű kutató munkának is, irányítása mellett számos fontos témában sikerült komoly eredményeket felmutatni, amiből a hazai gyártók profitálhattak.

## Közéleti tevékenysége
Széles körű oktató- és kutatómunkája mellett a szakmai-tudományos közélet aktív szereplőjeként számos tudományos és szakmai bizottságnak volt a tagja. A következő felsorolás ezek közül szemléltet néhányat: MTA Technológiai Bizottság tagja; az MTA Anyagtudományi és Technológiai Bizottság tagja, a Képlékenyalakítási Munkabizottság titkára; az MTA Miskolci Akadémiai Bizottság Kohászati Szakbizottság Alakítástechnológiai Munkabizottságának titkára, a Szakbizottság tagja majd elnöke; az MTA Metallurgiai Bizottság tagja majd elnöke, a Fizikai Metallurgiai Bizottság elnöke; az MTA Tudományos Minősítő Bizottság gépészeti, kohászati szakbizottságának tagja; a Magyar Akkreditációs Bizottság bányászati és kohóipari tudományági szakbizottság tagja; az OTKA Élettelen Természettudományi Kollégium gépészeti–kohászati zsűri tagja.

## Szakmai elismerései

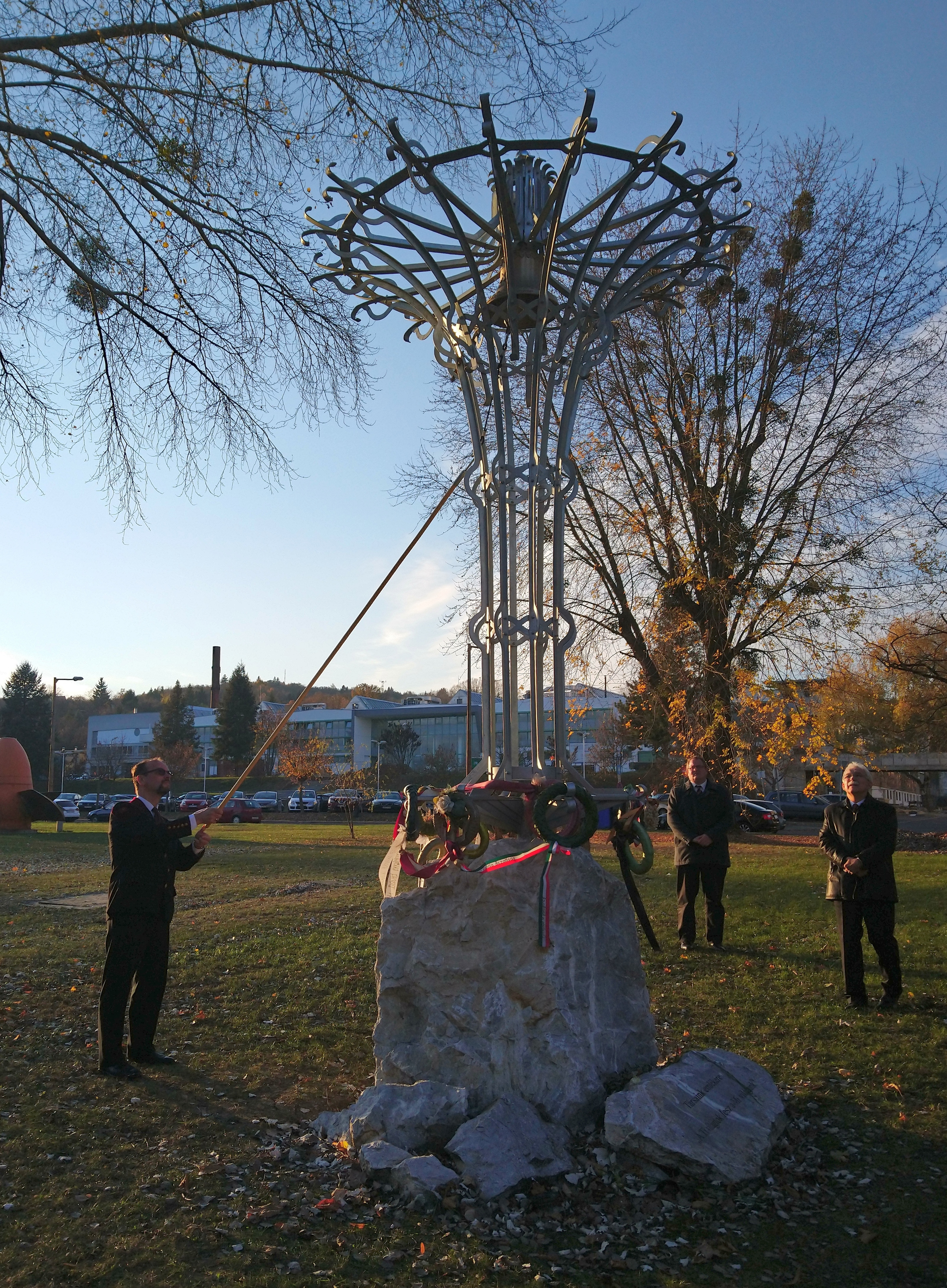
A lélekharang megkondítása Voith Márton professzor emlékére a Miskolci Egyetemen, 2018. november 17.

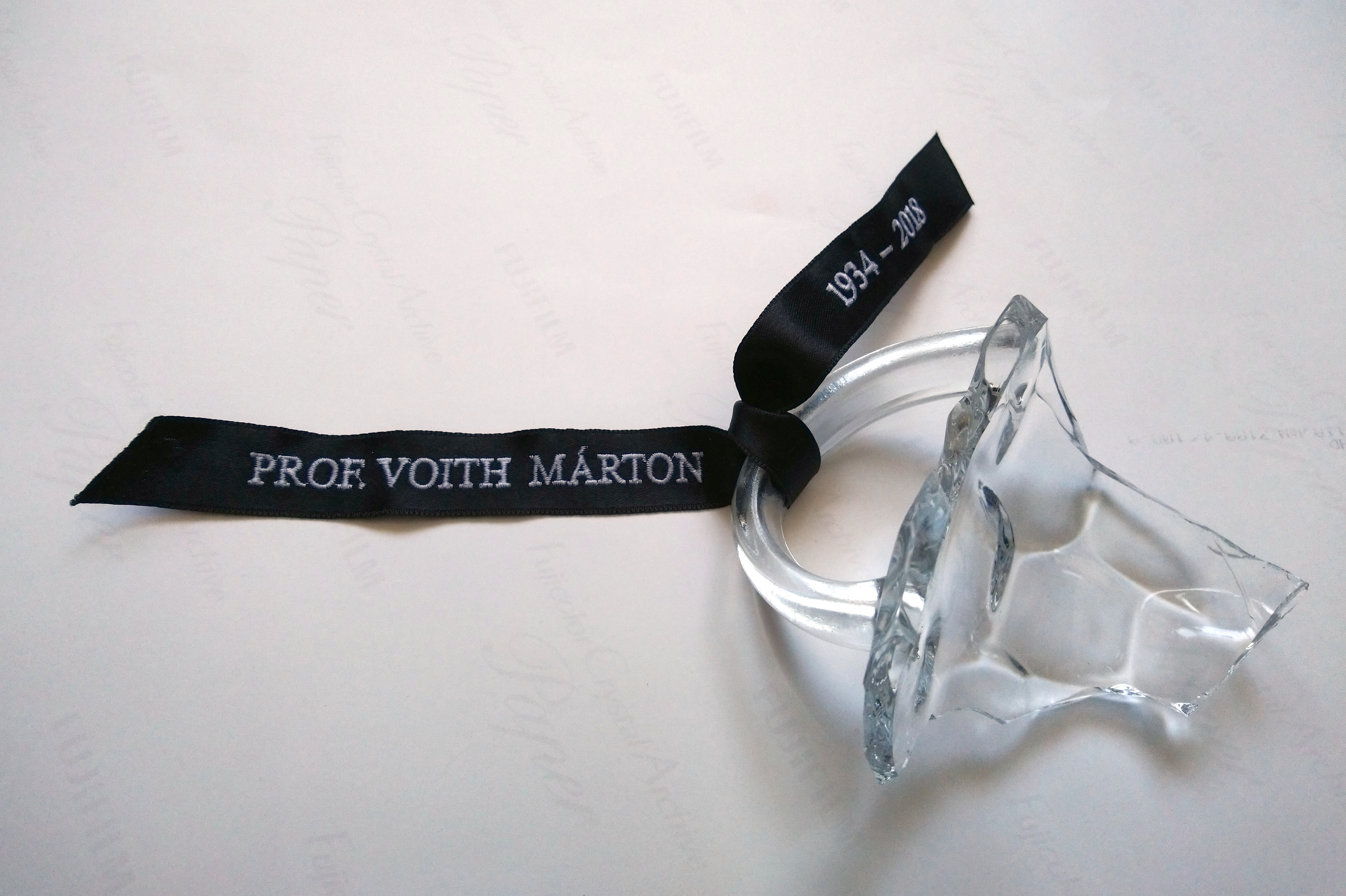
Összetört kupa a Voith professzor emlékére rendezett gyászszakestélyről

- Az oktatásügy kiváló dolgozója, 1969
- A Munka Érdemrend bronz fokozata, 1979
- Signum Aureum Universitatis, Miskolci Egyetem, 1989
- Kerpely Antal-emlékérem, OMBKE, 1991
- Akadémiai Díj, 1992
- A Vaskohászatért emlékérem, MAVAE, 1993
- Pro Facultate Ingeniariorum Metallurgiae, Miskolci Egyetem, 1995
- A Magyar Felsőoktatásért Emlékplakett, 1996

## Jelentősebb publikációi
- A pilgerhengerlés teljesítményszükségletének pontosabb meghatározása. Miskolc, 1967
- A sík szalagfekvést biztosító hidegszalaghengerlési technológia optimalizálása. Miskolc, 1977
- Kohógéptan (társsz.: Kiss E.). Tankönyvkiadó, Budapest, 1977
- Számítógéppel optimalizált hideghengerlési technológiák (társsz.: Dernei L.). Miskolc, 1982
- A hőmérsékleti hatások figyelembe vétele a képlékenyalakító technológiák optimalizálásakor. Miskolc, 1984
- Optimisation of cold strip rolling (társsz.: Dernei L., Zupkó I., Voith K.). Acta Technika, 1993
- Effect of the Roughness of Work Rolls in Cold Rolling (társsz.: Dernei L., Voith K.). Miskolc, 1996
- A képlékenyalakítás elmélete. Nagy alakváltozások tana. Egyetemi tankönyv. Miskolci Egyetemi Kiadó, Miskolc, 1998
- Trends of Development in Cold Rolling (társsz.: Voith K.). Miskolc, 1998
- Az anyagtulajdonságok és az alakítástechnológia kapcsolatai. Balatonfüred, 1999
- Az acélbuga melegítés modellje léptetőgerendás kemencében (társsz.: Dernei L., Szabó L.). Miskolc, 2002